# Lhok Ketapang
Lhok Ketapang is een bestuurslaag in het regentschap Aceh Selatan van de provincie Atjeh, Indonesië. Lhok Ketapang telt 1628 inwoners (volkstelling 2010).